# Інтегральна показникова функція
Не плутати з іншими інтегралами експоненційних функцій.
У математиці експоненційний інтеграл
Ei — це спеціальна функція на комплексній площині. Він визначається як певний визначений інтеграл від відношення експоненційної функції та її аргументу.

## Означення

Ділянка функції (згори) та функції (знизу).

Для дійсних ненульових значень {\displaystyle x} експоненційний інтеграл Ei({\displaystyle x}) визначається як
{\displaystyle \operatorname {Ei} (x)=-\int \limits _{-x}^{\infty }{\frac {{\rm {e}}^{t}}{t}}\,{\rm {d}}t}.
Алгоритм Ріша показує, що Ei не є елементарною функцією. Вищенаведене означення може бути використане для додатних значень {\displaystyle x}, але інтеграл слід розуміти у термінах головного значення за Коші через особливість підінтегральної функції в нулі.
Для комплексних значень аргументу означення стає неоднозначним через точки розгалуження у 0 та {\displaystyle \infty }. Замість Ei використовується наступне позначення,
{\displaystyle \operatorname {E} _{1}(z)=\int \limits _{z}^{\infty }{\frac {{\rm {e}}^{t}}{t}}\,{\rm {d}}t,\qquad |\operatorname {Arg} (z)|<\pi }
(зауважимо, що для додатних значень {\displaystyle x}: {\displaystyle -\operatorname {E} _{1}(x)=\operatorname {Ei} (-x)}).
Загалом, розгалуження здійснюється по від'ємній дійсній осі, і {\displaystyle \operatorname {E} _{1}} можна визначити за допомогою аналітичного продовження на комплексну площину.
Для додатних значень дійсної частини {\displaystyle z} це можна записати як
{\displaystyle \operatorname {E} _{1}(z)=\int \limits _{1}^{\infty }{\frac {{\rm {e}}^{-tz}}{t}}\,{\rm {d}}t=\int \limits _{0}^{1}{\frac {{\rm {e}}^{-{z/u}}}{u}}\,{\rm {d}}u,\qquad \operatorname {Re} (z)\geqslant 0.}
Поведінка {\displaystyle \operatorname {E} _{1}} біля точки розгалуження визначається наступним співвідношенням:
{\displaystyle \lim _{\delta \to 0+}\operatorname {E} _{1}(-x\pm i\delta )=-\operatorname {Ei} (x)\mp i\pi ,\qquad x>0.}

## Властивості
Декілька властивостей експоненційного інтегралу, що наведені нижче, у деяких випадках дозволяють уникнути його явного оцінювання через вищенаведене означення.

### Збіжний ряд
Для дійсних або комплексних аргументів, які знаходяться поза від'ємною дійсною віссю, {\displaystyle \operatorname {E} _{1}(z)} може бути виражений як
{\displaystyle \operatorname {E} _{1}(z)=-\gamma -\ln {z}-\sum _{k=1}^{\infty }{\frac {{(-z)}^{k}}{kk!}},\qquad |\operatorname {Arg} (z)|<\pi ,}
де {\displaystyle \gamma } — константа Ейлера–Маскероні. Ряд збігається для всіх комплексних {\displaystyle z}, і ми беремо звичайне значення комплексного логарифма, який має розгалуження вздовж від'ємної дійсної осі.
Ця формула може бути використана для обчислення {\displaystyle \operatorname {E} _{1}(x)} в операціях з плаваючою комою для дійсного {\displaystyle x} між {\displaystyle 0} та {\displaystyle 2{,}5}. Для {\displaystyle x>2{,}5} результат неточний через втрату значущості.
Ряд який збігається швидше знайшов Рамануджан:
{\displaystyle \operatorname {Ei} (x)=\gamma +\ln {x}+\exp \left({\frac {x}{2}}\right)\sum _{n=1}^{\infty }{\frac {(-1)^{n-1}x^{n}}{n!2^{n-1}}}\sum _{k=0}^{\lfloor (n-1)/2\rfloor }{\frac {1}{2k+1}}.}
Даний збіжний ряд може використовуватися для отримання асимптотичних оцінок, наприклад,
{\displaystyle 1-{\frac {3x}{4}}\leq \operatorname {Ei} (x)-\gamma -\ln {x}\leq 1-{\frac {3x}{4}}+{\frac {11x^{2}}{36}}}
для {\displaystyle x\geq 0}.

### Асимптотичний (розбіжний) ряд

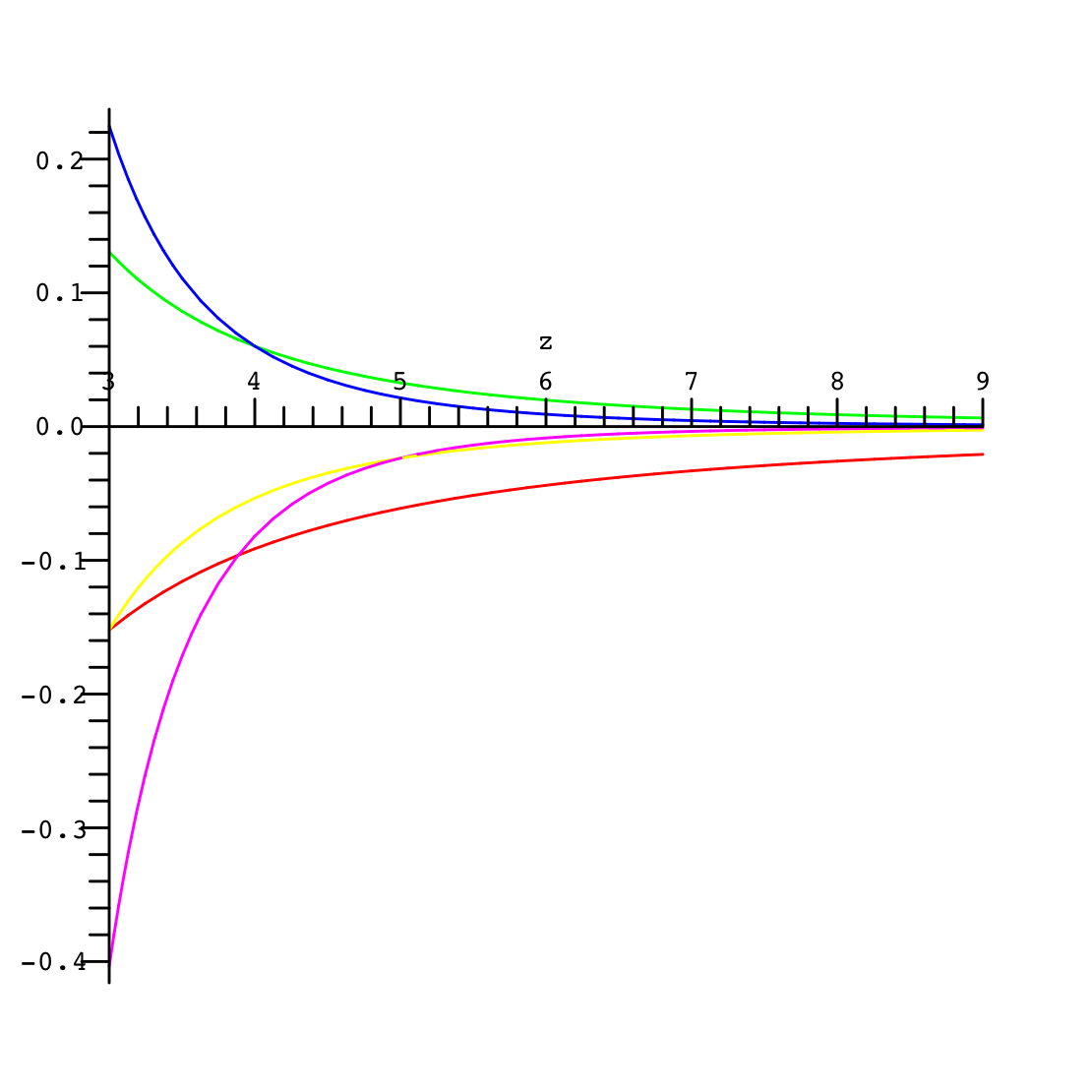
Відносна похибка асимптотичного наближення для різного числа доданків в усічений сумі (— червона лінія, — рожева лінія).

На жаль, збіжність рядів що наведені вище є повільною для великих за модулем аргументів. Наприклад, для {\displaystyle x=10} потрібно більше 40 членів, щоб для {\displaystyle \operatorname {E} _{1}(z)} отримати у відповіді перші три правильні цифри. Однак існує апроксимація розбіжним рядом, який можна отримати інтегруючи {\displaystyle ze^{z}\operatorname {E} _{1}(z)} частинами:
{\displaystyle \operatorname {E} _{1}(z)={\frac {\exp(-z)}{z}}\sum _{n=0}^{N-1}{\frac {n!}{(-z)^{n}}}}
з похибкою порядку {\displaystyle O{\big (}N!z^{-N}{\big )}} і яка може використовуватися при великих значень {\displaystyle \operatorname {Re} (z)}. Відносна похибка такої апроксимації приблизно зображена на рисунку (для різних значень {\displaystyle N} кількості доданків у сумі).

### Експоненційна та логарифмічна поведінка: двобічна оцінка

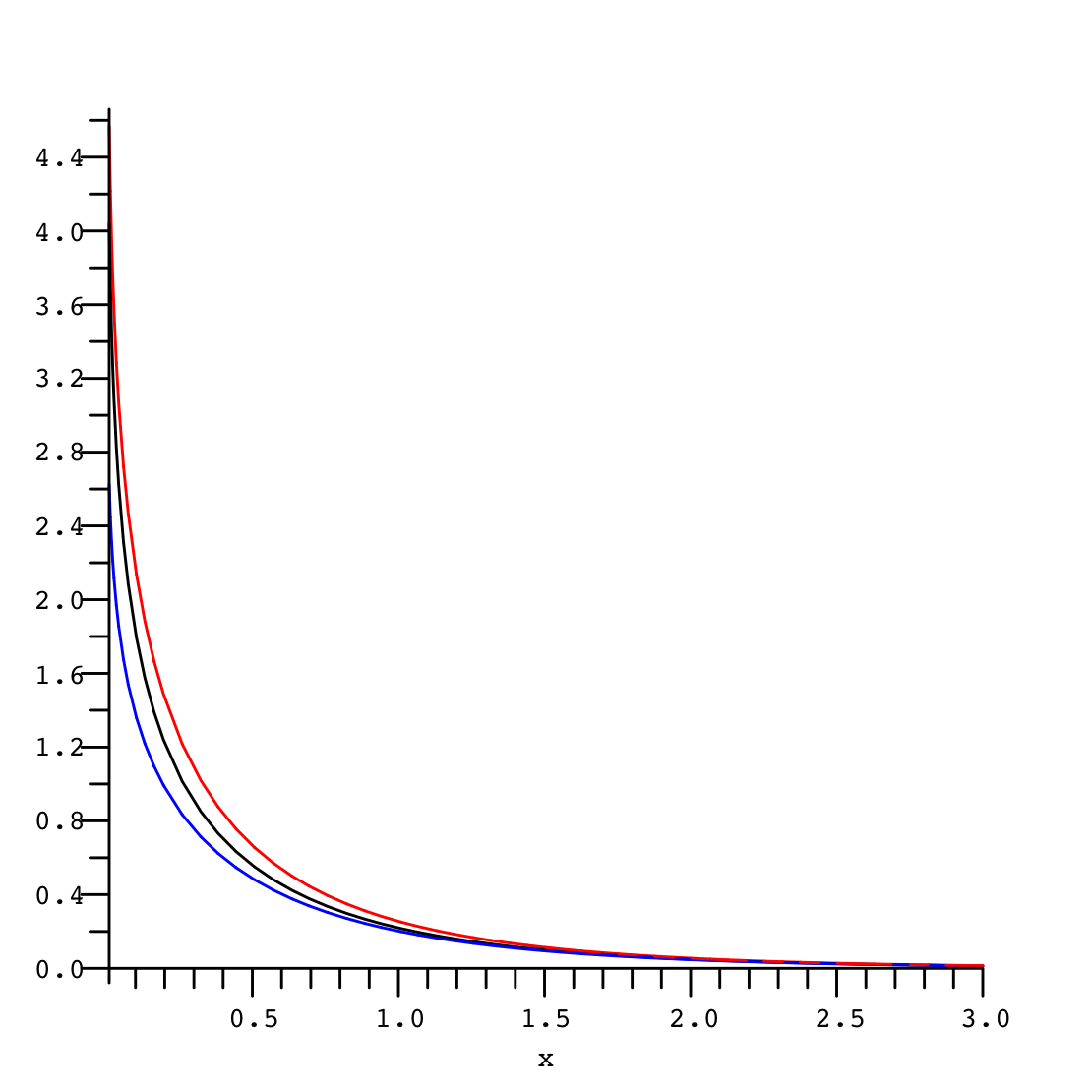
Двобічна оцінка елементарними функціями.

З двох рядів, які показані в попередніх підрозділах випливає, що {\displaystyle \operatorname {E} _{1}} поводиться як від'ємна експонента для великих значень аргументу, і як логарифм — для малих значень. Для додатних дійсних значень аргументу {\displaystyle \operatorname {E} _{1}} можна обмежити елементарними функціями наступним чином:
{\displaystyle {\frac {1}{2}}{\rm {e}}^{-x}\ln \left(1+{\frac {2}{x}}\right)<\operatorname {E} _{1}(x)<{\rm {e}}^{-x}\ln \left(1+{\frac {1}{x}}\right),\qquad x>0.}
На рисунку ліва частина цієї нерівності зображена синім кольором, центральна частина {\displaystyle \operatorname {E} _{1}(x)} позначена чорним кольором, а права частина нерівності — червоним.

### Означення Ein
Функції {\displaystyle \operatorname {Ei} } і {\displaystyle \operatorname {E} _{1}} можна записати простіше, використовуючи цілу функцію {\displaystyle \operatorname {Ein} }, визначену як
{\displaystyle \operatorname {Ein} (z)=\int \limits _{0}^{z}(1-{\rm {e}}^{-t})\,{\frac {{\rm {d}}t}{t}}=\sum _{k=1}^{\infty }{\frac {(-1)^{k+1}z^{k}}{kk!}}}
(зауважте, що це лише знакозмінний ряд у наведеному вище означенні {\displaystyle \operatorname {E} _{1}}). Тоді
{\displaystyle \operatorname {E} _{1}(z)=-\gamma -\ln {z}+\operatorname {Ein} (z),\qquad |\operatorname {Arg} (z)|<\pi ,}
{\displaystyle \operatorname {Ei} (x)=\gamma +\ln {x}-\operatorname {Ein} (-x),\qquad x>0.}

### Зв'язок з іншими функціями
Диференціальне рівняння Куммера
{\displaystyle z{\frac {{\rm {d}}^{2}w}{{\rm {d}}z^{2}}}+(b-z){\frac {{\rm {d}}w}{{\rm {d}}z}}-aw=0}
як правило, розв'язується за допомогою вироджених гіпергеометричних функцій {\displaystyle M(a,b,z)} та {\displaystyle U(a,b,z)}. Але при {\displaystyle a=0} та {\displaystyle b=1} рівняння набуває вигляду
{\displaystyle z{\frac {{\rm {d}}^{2}w}{{\rm {d}}z^{2}}}+(1-z){\frac {{\rm {d}}w}{{\rm {d}}z}}=0,}
і для всіх {\displaystyle z}
{\displaystyle M(0,1,z)=U(0,1,z)=1}.
Другий розв'язок подається через {\displaystyle \operatorname {E} _{1}(-z)}. А саме,
{\displaystyle \operatorname {E} _{1}(-z)=-\gamma -i\pi +{\frac {\partial [U(a,1,z)-M(a,1,z)]}{\partial a}}{\bigg |}_{a=0},\qquad 0<\operatorname {Arg} (z)<2\pi }.
Інший зв'язок з виродженими гіпергеометричними функціями полягає в тому, що {\displaystyle \operatorname {E} _{1}} — це добуток експоненційної функції та {\displaystyle U(1,1,z)}:
{\displaystyle \operatorname {E} _{1}(z)={\rm {e}}^{-z}U(1,1,z)}.
Експоненційний інтеграл тісно пов'язаний з логарифмічною інтегральною функцією {\displaystyle \operatorname {li} (x)} за допомогою формули
{\displaystyle \operatorname {li} ({\rm {e}}^{x})=\operatorname {Ei} (x)}
для ненульових дійсних значень {\displaystyle x}.
Експоненційний інтеграл можна також узагальнити до функції
{\displaystyle \operatorname {E} _{n}(x)=\int \limits _{1}^{\infty }{\frac {{\rm {e}}^{-xt}}{t^{n}}}\,{\rm {d}}t},
яку можна записати як частковий випадок неповної гамма-функції:
{\displaystyle \operatorname {E} _{n}(x)=x^{n-1}\Gamma (1-n,x)}.
Таку узагальнену форму іноді називають функцією Мізра, {\displaystyle \varphi _{m}(x)}, що визначається як
{\displaystyle \varphi _{m}(x)=\operatorname {E} _{-m}(x)}.
З використанням логарифма визначає узагальнену інтегро-експоненційну функцію
{\displaystyle \operatorname {E} _{s}^{j}(z)={\frac {1}{\Gamma (j+1)}}\int \limits _{1}^{\infty }(\log {t})^{j}{\frac {{\rm {e}}^{-zt}}{t^{s}}}\,{\rm {d}}t}.
Невизначений інтеграл
{\displaystyle \operatorname {Ei} (a\cdot b)=\iint {\rm {e}}^{ab}{\rm {d}}a\,{\rm {d}}b}
за формою схожий на звичайну твірну функцію для {\displaystyle {\rm {d}}(n)}, кількість дільників числа {\displaystyle n}:
{\displaystyle \sum _{n=1}^{\infty }{\rm {d}}(n)x^{n}=\sum _{a=1}^{\infty }\sum _{b=1}^{\infty }x^{ab}}.

### Похідні
Похідні узагальнених функцій {\displaystyle \operatorname {E} _{n}} можна обчислювати за формулою:
{\displaystyle \operatorname {E} '_{n}(z)=-\operatorname {E} _{n-1}(z),\qquad n=1,2,3,\dots }.
Зауважимо, що функція {\displaystyle \operatorname {E} _{0}} — це просто {\displaystyle {\rm {e}}^{-z}/z}, і таким чином таке рекурсивне співвідношення досить зручне.

### Експоненційний інтеграл уявного аргументу

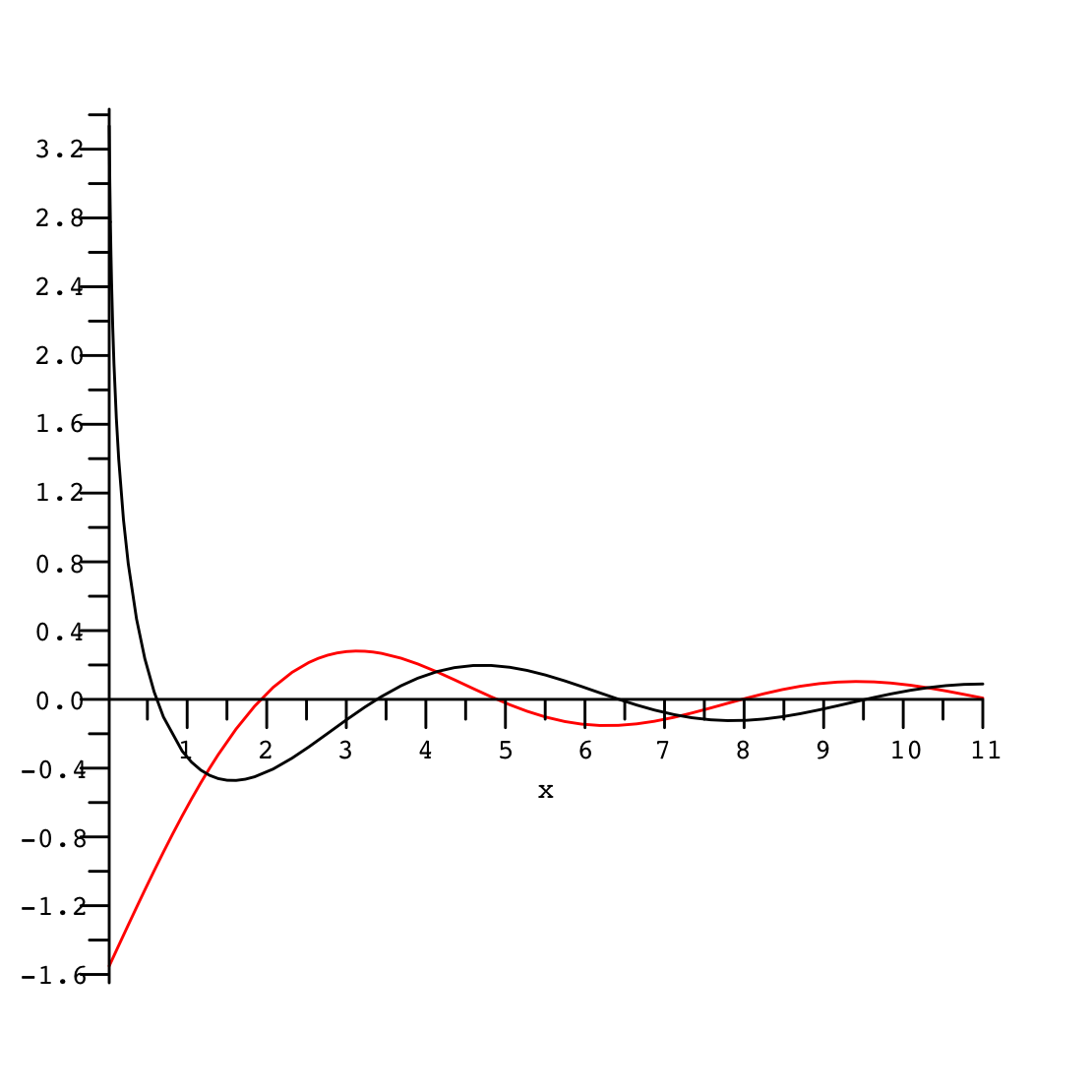
Графік дійсної (чорна крива) та уявної (червона крива) частин функції.

Якщо {\displaystyle z} є уявним та має невід'ємну дійсну частину, то можна використовувати формулу
{\displaystyle \operatorname {E} _{1}(z)=\int _{1}^{\infty }{\frac {{\rm {e}}^{tz}}{t}}\,{\rm {d}}t}
для співвідношення з тригонометричними інтегралами {\displaystyle \operatorname {Si} } та {\displaystyle \operatorname {Ci} }:
{\displaystyle \operatorname {E} _{1}(ix)=i\left[-{\frac {1}{2}}\pi +\operatorname {Si} (x)\right]-\operatorname {Ci} (x),\qquad x>0}.
Дійсні та уявні частини функції {\displaystyle \operatorname {E} _{1}(ix)} зображені на рисунку.

### Наближення
Існує ряд наближень для експоненційної інтегральної функції. Зокрема,
- Наближення Сваме та Охії[14]

{\displaystyle \operatorname {E} _{1}(x)=\left(A^{-7{,}7}+B\right)^{-0{,}13}},
де
{\displaystyle A=\ln \left[\left({\frac {0{,}56146}{x}}+0{,}65\right)(1+x)\right]},
{\displaystyle B=x^{4}{\rm {e}}^{7{,}7x}(2+x)^{3{,}7}}.
- Наближення Аллена та Гастінгса[15]

{\displaystyle \operatorname {E} _{1}(x)={\begin{cases}-\ln {x}+{\boldsymbol {a}}{\boldsymbol {x}}_{5},\qquad x\leq 1,\\{\dfrac {{\rm {e}}^{-x}}{x}}{\dfrac {{\boldsymbol {b}}{\boldsymbol {x}}_{3}}{{\boldsymbol {c}}{\boldsymbol {x}}_{3}}},\qquad x\geq 1,\end{cases}}}
де
{\displaystyle {\boldsymbol {a}}\triangleq [-0{,}57722,\,0{,}99999,\,-0{,}24991,\,0{,}05519,\,-0{,}00976,\,0{,}00108],}
{\displaystyle {\boldsymbol {b}}\triangleq [0{,}26777,\,8{,}63476,\,18{,}05902,\,8{,}57333],}
{\displaystyle {\boldsymbol {c}}\triangleq [3{,}95850,\,21{,}09965,\,25{,}63296,\,9{,}57332],}
{\displaystyle {\boldsymbol {x}}_{k}\triangleq \left[x^{0},x^{1},\dots ,x^{k}\right]^{T}.}
- Неперервний ланцюговий дріб

{\displaystyle \operatorname {E} _{1}(x)={\cfrac {{\rm {e}}^{-x}}{x+{\cfrac {1}{1+{\cfrac {1}{x+{\cfrac {2}{1+{\cfrac {2}{x+{\cfrac {3}{\dots }}}}}}}}}}}}}.
- Наближення Баррі зі співавторами[16]

{\displaystyle \operatorname {E} _{1}(x)={\frac {{\rm {e}}^{-x}}{G+(1-G){\rm {e}}^{-{\frac {x}{1-G}}}}}\ln \left[1+{\frac {G}{x}}-{\frac {1-G}{(h+bx)^{2}}}\right]},
де
{\displaystyle h={\frac {1}{1+x{\sqrt {x}}}}+{\frac {h_{\infty }q}{1+q}}},
{\displaystyle q={\frac {20}{47}}x^{\sqrt {\frac {31}{26}}}},
{\displaystyle h_{\infty }={\frac {(1-G)\left(G^{2}-6G+12\right)}{3G(2-G)^{2}b}}},
{\displaystyle b={\sqrt {\frac {2(1-G)}{G(2-G)}}}},
{\displaystyle G={\rm {e}}^{-\gamma }},
{\displaystyle \gamma } — стала Ейлера — Маскероні.

## Застосування
- Залежність теплообміну від часу.
- Нерівноважний потік ґрунтових вод у рівнянні Тейса (функція свердловини).
- Переміщення радіації у міжзоряному просторі та земній атмосфері.
- Рівняння радіальної дифузії для перехідного або нестаціонарного потоку з лінійними джерелами та стоками.
- Розв'язок рівняння переміщення нейтронів у спрощеній 1-D геометрії[17].

## Виноски
1. 1 2  Abramowitz and Stegun, p. 228, 5.1.1
2. ↑  Abramowitz and Stegun, p. 228, 5.1.4 with n = 1
3. ↑  Abramowitz and Stegun, p. 228, 5.1.7
4. ↑  Abramowitz and Stegun, p. 229, 5.1.11
5. ↑  Bleistein and Handelsman, p. 2
6. ↑  Bleistein and Handelsman, p. 3
7. ↑  Abramowitz and Stegun, p. 229, 5.1.20
8. ↑  Abramowitz and Stegun, p. 228, see footnote 3.
9. ↑  Abramowitz and Stegun, p. 230, 5.1.45
10. ↑  After Misra (1940), p.~178
11. ↑  Milgram (1985)
12. ↑  Abramowitz and Stegun, p. 230, 5.1.26
13. ↑  Abramowitz and Stegun, p. 229, 5.1.24
14. ↑  Giao, Pham Huy (2003-05-01). ``Revisit of Well Function Approximation and An Easy Graphical Curve Matching Technique for Theis' Solution. Ground Water. 41 (3): 387—390
15. ↑  Tseng, Peng-Hsiang; Lee, Tien-Chang (1998-02-26). ``Numerical evaluation of exponential integral: Theis well function approximation. Journal of Hydrology. 205 (1–2): 38–51.
16. ↑  Barry, D. A; Parlange, J. -Y; Li, L (2000-01-31). ``Approximation for the exponential integral (Theis well function). Journal of Hydrology. 227 (1–4): 287—291.
17. ↑  George I. Bell; Samuel Glasstone (1970). Nuclear Reactor Theory. Van Nostrand Reinhold Com\-pany.